# Proctacanthus coprates
Proctacanthus coprates är en tvåvingeart som beskrevs av Walker 1849. Proctacanthus coprates ingår i släktet Proctacanthus och familjen rovflugor. Inga underarter finns listade i Catalogue of Life.